# Mia Santoromito
Mia Santoromito (Sydney, 29 de março de 1985) é uma jogadora de polo aquático australiana, medalhista olímpica.

## Carreira
Mia Santoromito fez parte dos elencos medalha de bronze de Pequim 2008.É irmã da também jogadora Jenna Santoromito.